# Британи Ендрюс
Британи Ендрюс (на английски: Brittany Andrews) е артистичен псевдоним на Мишел Кармел Бари „(Michelle Carmel Barry)“ – американска порнографска актриса, режисьор и продуцент на порнографски филми, екзотична танцьорка и телевизионен водещ.

## Биография
Родена е на 13 август 1973 г. в град Милуоки, щата Уисконсин, САЩ.
Работи като стриптизьорка и екзотична танцьорка в нощни клубове в родния си град, както и като мениджър в компанията за разкрасяващи продукти „Day Spa“.
През 1995 г. в Ямайка се среща с Джена Джеймисън, която ѝ разказва за живота на порноактрисите и тя решава да се премести в Лос Анджелис и да се пробва в порноиндустрията.
През 2004 г. Британи Ендрюс участва в испанския игралното кино „Курва“.

## Награди и номинации
- 2008: AVN зала на славата[7][8][9]
- 2012: Номинация за AVN награда за Crossover звезда на годината.[10]